# Fenomenal e il tesoro di Tutankamen
Fenomenal și comoara lui Tutankhamon (în italiană Fenomenal e il tesoro di Tutankamen) este un film italian din 1968 scris și regizat de Ruggero Deodato pe baza unei povestiri de Aldo Iginio Capone. Regizorul este menționat ca Roger Rockfeller. A fost produs de Nicola Mauro Parenti. Rolurile principale au fost interpretate de actorii Parenti ca Fenomenal, Lucretia Love și Gordon Mitchell.

## Prezentare
Fenomenal este un super-erou mascat care încearcă să oprească furtul măștii lui Tutankhamon dintr-un muzeu din Paris.

## Distribuție
- Nicola Mauro Parenti - Contele Guy Norton / Fenomenal
- Lucretia Love - Lucretia Perkins
- Gordon Mitchell - Gregory Falkov
- John Karlsen - Prof. Mickewitz
- Carla Romanelli - Anna Guillaume